# Goniobranchus obsoletus
Goniobranchus obsoletus is een slakkensoort uit de familie van de Chromodorididae. De wetenschappelijke naam van de soort is voor het eerst geldig gepubliceerd in 1831 door Rüppell & Leuckart.